# Inspeak
Inspeak era un cliente de mensajería instantánea que permite interactuar con otros usuarios de manera individual o en salas de chat.
El programa soporta funciones de audio y de video tanto en individual como en las salas comunes.
La calidad de audio es estero y en las salas comunes puede tener el micrófono solo una persona a la vez, el resto de la sala puede interactuar escribiendo y con las webcam, además de pedir turno presionando con el ratón el botón con el incono de una mano. Los nombre de los usuarios se pondrán en el orden en el que han presionado el botón.
La apariencia del programa la puedes cambiar completamente desde las opciones del menú donde solo con seleccionar otro tema cambiara el aspecto entero del programa, teniendo bastantes donde elegir.
Los usuarios pueden abrir sus propias salas haciéndolas públicas o privadas en estas últimas el acceso deberá acceder con la clave que te brinde el administrador de la sala.
Como en la mayoría de los chats los mismos creadores de la sala como los usuarios a los que este les confía pueden entrar como moderador, y así podrán actuar silecciando el micrófono a alguien o echándolo en el caso de que fuera necesario.
Al igual que otros mensajeros similares como el paltalk suele ser utilizado como salas de contenido adulto o como salas de karaoke.
En este mensajero el usuario puede comprar mejoras para su cuenta que ampliaran las características del programa pero en ningún caso la utilización del programa implica la compra de la mejora.